# Hercule Poirot
Hercule Poirot (izgovor: Erkil Poaro), fiktivni je lik iz romana Agathe Christie i jedan od najpoznatijih detektiva svih vremena. Pojavio se u 33 romana i 54 kratke priče. Jedan je od najpoznatijih ikad stvorenih likova. Na filmskom platnu su ga portretirali Austin Trevor, Tony Randall, Albert Finney, Peter Ustinov, Alfred Molina i David Suchet.

## Životopis
Hercule Poirot rođen je u Belgiji. Njegove godine čitateljima nisu otkrivene. Ne zna se koliko je imao u prvom romanu 1920. kada se pojavio. Otprilike kako se po knjigama da zaključiti, umirovljen je u belgijskoj policiji 1904. i nakon toga se počeo baviti privatnom praksom kao detektiv rješavajući neke slučajeve u Europi gdje sreće inspektora Jamesa Jappa, a kasnije i satnika Arthura Hastingsa, koji mu u kasnijim godinama postaje najbolji prijatelj. 
U Englesku stiže tijekom Prvoga svjetskog rata 1916. kao izbjeglica iz Belgije. Postaje privatni detektiv. Obnavlja poznantstvo s Hastingsom rješavajući njihov prvi zajednički slučaj u Engleskoj, čuvenu aferu u Stylesu, točnije ubojstvo u obitelji Inglethorpe, u Styles Courtu. Počinje raditi u Londonu i zajedno s Hastingsom se seli na adresu 14 Farraway Street u Londonu. Tijekom rješavanja slučaja u Francuskoj 1923., Hastings upoznaje Dulcie Duveen i seli se s njom u Argentinu. 
Tijekom 1926. i 1927., Poirot se susreće s čuvenom groficom Verom Rossakoff rješavajući pljačku nakita, poslije i velike međunarodne zavjere. Do smrti je ostao opsjednut njome. Dvije godine kasnije, on se odlučuje za konačnu mirovinu, povlači se iz Londona u King's Abbot i uzgaja svoje čuvene tikvice, ali je ipak pomogao u pronalaženju ubojice Rogera Ackroyda. Shvaća da ne može sjediti mirno dok se zločini događaju na svakom koraku. On i Hastings, koji će povremeno dolaziti do Londona da obiđe svog prijatelja, godinama poslije će rješavati brojne slučajeve koji će ih voditi po cijeloj Europi. 
Godine 1934. seli se u 28 Whitehaven Mansions u Londonu (56B u TV seriji). Broj njegovog telefona je bio: Trafalgar 8137. Živio je sa slugom Georgeom. 1939. upoznao je učinkovitu gospođicu Felicity Lemon i zaposlio ju kao tajnicu. Zastupao ga je odvjetnički ured McNeil and Hodgson u Londonu. Poirot je bio poznat po niskom rastu, jajolikoj glavi, mačkolikim zelenim očima, brčićima, odjevnim ritualima, opsesijom za redom, metodama rješavanja slučaja tako da otkrije što više na bilo koji način. Preferirao je izučavanje psihologije zločina da otkrije više tragova, kladeći se sa svojim privremenim pomoćnikom i prijateljem Arthurom Hastingsom da može riješiti slučaj samo sjedeći u stolici i koristeći svoje "sive stanice". 
Tijekom 35 godina riješio je gotovo isto toliko zagonetnih slucajeva uz pomoć svojih prijatelja Hastingsa, Jappa, Ariadne Oliver, pukovnika Racea i mnogih drugih. 1975. otpušta iz službe svog dugogodišnjeg slugu Georgea i odlazi u Styles Court da se odmori, tada već vidno narušenog zdravlja, reumatičan i prilično nepokretan. Tamo je riješio svoj posljednji slučaj. Hercule Poirot je umro u Styles Courtu, u jesen 1975.

## Pojave
Napomena: Ovo su točni hrvatski prijevodi originalnih naslova. Originalni i alternativni naslovi su spomenuti u člancima.

### Romani
U 33 romana: 
Zagonetni događaj u Stylesu (1920.), Ubojstvo na igralištu za golf (1923.), Ubojstvo Rogera Ackroyda (1926.), Velika četvorka (1927.), Tajna plavoga vlaka (1928.), Posljednja kuća (1932.), Smrt lorda Edgwarea (1933.), Ubojstvo u Orient Expressu (1934.), Tragedija u tri čina (1935.), Smrt u oblacima (1935.), Ubojstva po abecedi (1936.), Ubojstvo u Mezopotamiji (1936.), Karte na stol (1936.), Nijemi svjedok (1937.), Smrt na Nilu (1937.), Sastanak sa smrću (1937.), Božić Herculea Poirota (1938.), Tužni čempres (1940.), Patriotsko ubojstvo (1940.), Zlo pod suncem (1940.), Pet malih praščića (1942.), Šupljina (1946.), Tko plimu uhvati (1948.), Gospođa McGinty je mrtva (1952.), Poslije sprovoda (1953.), Bija baja buf (1955.), Sajam zločina (1956.), Mačka među golubovima (1959.), Tajanstveni satovi (1963.), Treća djevojka (1966.), Dogodilo se na dan Svih svetih (1969.), Slonovi pamte (1972.) i Zavjesa (1975.).

### Kratke priče
U 53 kratke priče, koje se nalaze u 11 zbirki:
1. Poirot istražuje (1924.): Pustolovina zapadne zvijezde, Tragedija u dvorcu Marsdon, Pustolovina jeftinog stana, Ubojstvo u lovačkoj kući, Krađa obveznica od milijun dolara, Pustolovina egipatske grobnice, Krađa nakita u hotelu Grand Metropolitan, Oteti premijer, Nestanak gospodina Davenheima, Avantura talijanskog plemića, Nestali testament
2. Ubojstvo u Bardsley Gardensu (1937.): Ubojstvo u Bardsley Gardensu (priča), Nevjerojatna krađa, Mrtvačevo ogledalo, Trokut na Rodu
3. Misterij na regati (1939.): Tajna bagdadske škrinje, Žuti iris, Kako raste vrt tvoj, San, Problem na moru
4. Herkulovi podvizi (1947.): Nemejski lav, Lernejska hidra, Arkadijski jelen, Erimantski vepar, Augejeve staje, Stimfalske ptice, Kretski bik, Diomedovi konji, Hipolitin pojas, Gerionovo stado, Hesperidine jabuke, Hvatanje Kerbera
5. Svjedok optužbe (1948.): Drugi udarac gonga
6. Tri slijepa miša (1950.): Stan na trećem katu, Pustolovina Johnnieja Waverlya, Zlosutna pita
7. Nesretni čovjek (1951.): Nesretni čovjek, Plymouth Express, Događaj na plesu pod maskama, Tajna tržnice, Lemesurierovo nasljedstvo, Cornwallska tajna, Princ i glumica, Planovi za podmornicu, Pustolovine Claphamske kuharice
8. Pustolovina božićnog pudinga (1960.): Krađa kraljevskog rubina, Zagonetka španjolske škrinje, Nesretni čovjek2, Zlosutna pita2, San2
9. Dvostruki grijeh (1961.): Dvostruki grijeh, Osinje gnijezdo, Krađa kraljevskog rubina2, Dvostruki trag
10. Poirotovi raniji slučajevi (1974.): Događaj na plesu pod maskama2, Pustolovine Claphamske kuharice2, Cornwallska tajna2, Pustolovina Johnnieja Waverlya2, Dvostruki trag2, Princ i glumica2, Lemesurierovo nasljedstvo2, Izgubljeni rudnik, Plymouth Express2, Bombonjera, Planovi za podmornicu2, Stan na trećem katu2, Dvostruki grijeh2, Tajna tržnice2, Osinje gnijezdo2, Dama s velom, Problem na moru2, Kako raste vrt tvoj2
11. Problem u Pollenskom zaljevu (1992.): Drugi udarac gonga2, Žuti iris2
12. Harlequinski set za čaj (1997.): Zagonetka španjolske škrinje2
13. Dok svjetlo gori (1997.): Zagonetka španjolske škrinje3

Napomena: Broj u indeksu označava ponovno objavljivanje iste priče u različitim zbirkama.

### Drama
U drami Crna kava (1930.), koju je australski književnik Charles Osborne pretvorio u roman (1997.).

## Ekranizacije
Prvi ga je glumio Austin Trevor u tri filma: Alibi, Crna kava (1931.) i Smrt lorda Edgwarea (1934.). Tony Randall ga je glumio u Ubojstvima po abecedi (1965.), a Albert Finney (1974.) i Alfred Molina (2001.) u Ubojstvu u Orient Expressu.
Prvi "poznatiji" Poirot bio je Peter Ustinov. Glumio ga je u šest filmova: Smrt na Nilu (1978.), Zlo pod suncem (1982.), Smrt lorda Edgwarea (1985.), Sajam zločina (1986.), Tragedija u tri čina (1986.) i Sastanak sa smrću (1988.).
Pravi Poirot, "glavom i brkovima", postao je David Suchet. Glumio ga je u dramskoj seriji Poirot (originalni naziv: Agatha Christie's Poirot), koja se emitirala od 1989. do 2013. Spomenuta je serija u 70 epizoda podijeljenih u 13 sezona prikazala sva važnija djela Agathe Christie uključujući 33 romana i mnoštvo kratkih priča, a u zadnjoj epizodi ekranizirana je Zavjesa. 
Serija je bila odlično prihvaćena, a Agathin unuk Mathew je izjavio kako žali što njegova baka nije vidjela Davida Sucheta jer je vizualno mnogo uvjerljiviji i dovoljno uvjerljivo uspijeva prenijeti na gledatelje tek toliko iritacije koliko je uvijek povezuju s perfekcionistom. U Hrvatskoj se emitirala na Drugom programu HTV-a, Novoj TV i Prvom programu HTV-a.

## Poveznice
- Hercule Poirot na Agatha-Christie.net  Arhivirana inačica izvorne stranice od 9. srpnja 2014. (Wayback Machine) najvećoj domaćoj stranici obožavatelja Agathe Christie
- Zbogom, Poirot: Oproštaj nakon 25 godina serije[neaktivna poveznica] VelikaBritanija.net "All things British, in Croatian"